# Youna Noiret
Pour les articles homonymes, voir Noiret.
Youna Noiret est une actrice, danseuse et chanteuse française.
Active au théâtre et dans le doublage, elle est la voix française de l'actrice Camila Mendes depuis la série télévisée Riverdale.

## Filmographie

### Cinéma
- 2010 : Verfolgt de Guillaume Mika
- 2013 : Forme de Gillaume Mika

### Télévision
- 2014 : Breizh Kiss de Luc David (36 épisodes)

## Doublage

### Cinéma

#### Films
- Camila Mendes dans :
  - Mensonges et Trahisons (2020) : Katie Franklin
  - Palm Springs (2020) : Tala
  - Si tu me venges… (2022) : Drea Torres
  - Surclassée (2024) : Ana
  - Música (pt) (2024) : Isabella

- 2015 : The Meddler : Elise (Megalyn Echikunwoke) et une infirmière (Jae Suh Park)
- 2016 : The Nice Guys : la contorsionniste (Marilyn Chen), une invitée de la fête de la star du porno (Saundra Coller) et une ambulancière (Michelle Rivera)
- 2016 : Un mec ordinaire : Gypsy (Rebecca Naomi Jones (en))
- 2016 : Les Figures de l'ombre : Eleanor (Tequilla Whitfield)
- 2017 : To the Bones : Kendra (Lindsey McDowell)
- 2018 : Les Potes : Chloe (Kathryn Prescott)
- 2018 : Zoe : Jewels (Christina Aguilera)
- 2018 : La Malédiction Winchester : Henry Marriott (Finn Scicluna-O'Prey)
- 2020 : Ricos de Amor (pt) : Raissa (Bruna Griphao (pt))
- 2022 : Love & Gelato (en) : Hadley (Miranda Parkin)
- 2022 : Mon petit ami virtuel : Tasha (Bukola Ayoka)
- 2022 : Les Tactiques de l'amour (tr) : Ezgi (Hande Yılmaz)
- 2024 : Mea Culpa : ? (?)
- 2024 : Sayen : La Chasseresse (it) : Lilith (Ilena Gwisdalla (de))
- 2025 : La Duplicité (en) : Jennifer (Kearia Schroeder)

#### Films d'animation
- 2017 : Le Monde secret des Emojis : Akiko Glitter
- 2017 : L'Étoile de Noël : Abby la souris
- 2017 : Ferdinand : Una, un hérisson
- 2018 : Les Indestructibles 2 : Vortex
- 2019 : La Grande Aventure Lego 2 : Sweet Mayhem
- 2019 : Angry Birds : Copains comme cochons : Courtney
- 2019 : Steven Universe, le film : Diamant Bleu
- 2019 : La Famille Addams : Parker Needler
- 2024 : Look Back : Kyōmoto

### Télévision

#### Téléfilms
- 2015 : Peter and Wendy based on the novel Peter Pan : Lily la tigresse / Jaya (Natifa Mai)
- 2016 : Sister Cities : Sarah (Aimee Garcia)
- 2016 : French romance : Nadia (Kasia Malinowska)
- 2016 : Cher Père Noël : Helen (Sara Marsh)
- 2016 : Sexe, mensonges et vampires : Shirke, la reine des Vampires (Zoe Sidel)
- 2017 : La Reine de la déco : Heather (Brit Shaw)
- 2017 : Une mère malveillante : Ginny (Sari Mercer)
- 2018 : Mon bébé, kidnappé par son père : Ashley (Alicia James)
- 2019 : Escort girl pour payer ses études : Alyssa Jones (Bukola Walfall)
- 2020 : Mère porteuse pour star dangereuse : Gina (Alana Samuels)
- 2020 : A la merci de mon patron : Claire (Kennedy Tucker)
- 2020 : Un fabuleux coup de foudre pour Noël : Kelly (Zenia Marshall)
- 2021 : Es-tu ma fille ? : Anne (Jas Dhanda)
- 2021 : Un Noël saupoudré d'amour : Gracie Park (Jae Suh Park)
- 2022 : Les Harrington doivent mourir : Lexi Klein (Paige Evans)

#### Séries télévisées
- Chelsea Tavares dans :
  - L'Arme fatale (2017) : Crystal (saison 2, épisode 10)
  - All American (depuis 2018) : Patience
  - Reine du Sud (2019) : Birdie (saison 4)
  - NCIS : Enquêtes spéciales (2020) : Ramona Whistler (saison 17, épisode 18)

- Shalom Brune-Franklin dans :
  - Bad Mothers (en) (2019) : Bindy (mini-série)
  - Cursed : La Rebelle (2020) : Ygraine / Morgane (9 épisodes)
  - Aime-moi (en) (2021-2023) : Ella (11 épisodes)
  - The Tourist (depuis 2022) : Luci (doublages France TV et Prime Video)

- Sabrina Bartlett dans :
  - Da Vinci's Demons (2015) : Sophia (saison 3)
  - Game of Thrones (2016) : une servante (saison 6, épisode 10)
  - Versailles (2017) : Mathilde (saison 2)

- Myha'la Herrold dans :
  - Modern Love (2019) : Tami (saison 1, épisode 6)
  - Industry (depuis 2020) : Harper Stern
  - Black Mirror (2023) : Pia (saison 6, épisode 2)

- Colby Minifie dans :
  - Fear the Walking Dead (2019-2021) : Virginia (11 épisodes)
  - The Boys (depuis 2019) : Ashley Barrett
  - Gen V : Ashley Barrett (saison 1, épisodes 2 et 8)

- Tristin Mays dans :
  - MacGyver (2016-2021) : Riley Davis (94 épisodes)
  - Switched (2017) : Ally Morel (saison 5)

- Morgan Taylor Campbell dans :
  - iZombie (2017) : Zoe (saison 3, épisode 9)
  - The Imperfects (2022) : Tilda Webber (10 épisodes)

- Kae Alexander (en) dans :
  - Collateral (2018) : Ling
  - Deep State (en) (2019) : Jessica Tamura

- Vinette Robinson dans :
  - A Christmas Carol (2019) : Mary Cratchit (mini-série)
  - The Lazarus Project (2022-2023) : Janet (13 épisodes)

- Azie Tesfai dans :
  - Supergirl (2019-2021) : Kelly Olsen (46 épisodes)
  - A Million Little Things (2021) : Cassandra Thomas (saison 4)

- Megan Stalter (en) dans :
  - Hacks (depuis 2021) : Kayla
  - Too Much (2025) : Jessica

- 2016 : Thirteen : Alia Symes (Chipo Chung) (3 épisodes)
- 2016 : StartUp : Maddie Pierce (Jocelin Donahue) (saison 1)
- 2016 : Harry Bosch : Keisha Russell (Chastity Dotson (en)) (saison 2, épisodes 2 et 8)
- 2016 : Rush Hour : Didi Diaz (Aimee Garcia) (13 épisodes)
- 2016 : Vampire Diaries : Georgie Dowling (Allison Scagliotti) (saison 8)
- 2016 : Vice Principals : Christine (Susan Park) (12 épisodes)
- 2016 : Humans : Renie (Letitia Wright) (saison 2)
- 2016 : Divorce : Grace (Keisha Zollar (en)) (saison 1, épisodes 4 et 9)
- 2016-2017 : Stranger Things : Carol Perkins (Chelsea Talmadge) (6 épisodes)
- 2016-2017 : The Path : Jocelyn (Jasmin Walker) (9 épisodes)
- 2016-2022 : Bull : Danny James (Jaime Lee Kirchner) (125 épisodes)
- 2017 : Doubt : Lucy Alexander (Lauren Blumenfeld) (10 épisodes)
- 2017 : White Famous : Sadie Lewis (Cleopatra Coleman)
- 2017 : The Frankenstein Chronicles : Ada Byron (Lily Lesser) (saison 2)
- 2017 : Episodes : Auteures (Alana Hood) (saison 5, épisodes 1 à 3)
- 2017-2019 : Star : Gigi Nixon (Keke Palmer) (10 épisodes)
- 2017-2020 : Les 100 : Gaia (Tati Gabrielle) (29 épisodes)
- 2017-2021 : Dynastie : Monique Colby (Wakeema Hollis) (34 épisodes)
- 2017-2023 : Riverdale : Veronica Lodge (Camila Mendes) (136 épisodes)
- 2017-2023 : Billions : Taylor Mason (Asia Kate Dillon) (71 épisodes)
- 2018 : You : Blythe (Hari Nef)
- 2018 : Midnight, Texas : Sequoia (Claire Bryétt Andrew) (saison 2)
- 2018-2019 : Baby : Vanessa (Beatrice Bartoni) (7 épisodes)
- 2018-2020 : L'Aliéniste : Sara Howard (Dakota Fanning) (18 épisodes)
- 2019 : Trinkets : Kayla Landis (Jessica Lynn Skinner)
- 2019 : Poursuis tes rêves : Lupe Achával (Renata Toscano)
- 2019 : Jane the Virgin : PJ (Eden Sher) (saison 5, épisodes 11, 15 et 16)
- 2019 : Le Nom de la rose : Margherita/Anna (Greta Scarano) (mini-série)
- 2019-2022 : Legacies : Maya Machado (Bianca A. Santos) (5 épisodes)
- 2019-2024 : What We Do in the Shadows : Nadja Doll (Natasia Demetriou) (61 épisodes)
- depuis 2019 : The Witcher : Triss Merigold (Anna Shaffer)
- 2020 : Perry Mason : Sœur Alice McKeegan (Tatiana Maslany) (saison 1)
- 2020 : Les Envoyés d'Ailleurs : Janice enfant (Tara Lynne Barr) (mini-série)
- 2020 : AJ and the Queen : Brianna Douglas (Katerina Tannenbaum)
- 2020-2021 : The Stand : Frannie Goldsmith (Odessa Young) (mini-série)
- 2022 : Les Monstres de Cracovie : Iliana (Anna Paliga)
- 2022 : Élite : Greta (Iria del Río) (saison 5)
- 2022 : Sandman : Nora (Amita Suman) (saison 1, épisode 11)
- 2022 : The Fabulous (en) : ? (?)
- 2022 : The Baby : Nour (Seyan Sarvan)
- 2022 : Mo : Lizzie Horowitz (Lee Eddy (en))
- 2022 : The Sound of Magic : So-hee Kim (Kim Bo-yoon (en))
- depuis 2022 : Upload : Tinsley (Mackenzie Cardwell)
- 2023 : The Rig : Heather Shaw (Molly Vevers)
- 2023 : Shadow and Bone : La Saga Grisha : Tamar Kir-Bataar (Anna Leong Brophy (en)) (saison 2)
- 2023 : Bad Behaviour (en) : Saskia (Daya Czepanski) (mini-série)
- 2023 : La Diplomate : ? (?)
- 2023 : Glamorous : AlyssaSays (Lisa Gilroy)
- 2023 : Celebrity (en) : Ji-na (Kim Si-hyun)
- 2023 : Black Snow (en) : Tasha Hopkins (Kestie Morassi (en)) (mini-série)
- 2023 : Monarch: Legacy of Monsters : ? (?)
- 2023 : So Help Me Todd (en) : Elise Callam (Faith Wright) (saison 1, épisode 18)
- 2023 : Found : Alaia Flores (Celines Estevez) (saison 1, épisode 5)
- 2023-2025 : Knokke Off : Anouk (Manouk Pluis (nl))
- depuis 2023 : Opérations Spéciales : Lioness : Cruz Manuelos (Laysla De Oliveira)
- 2024 : AlRawabi School for Girls : Tasneem (Sarah Youseff) (saison 2)
- 2024 : Adorazione (en) : Diana (Penelope Raggi)
- 2024 : Queen Woo (en) : Queen Woo (Jeon Jong-seo)
- 2024 : Docteur Odyssey : Amelia (Gigi Zumbado (en)) (saison 1, épisode 5)
- depuis 2025 : The Pitt : Dr Melissa King (Taylor Dearden)
- 2025 : Surcompensation : Esther (Kaia Gerber)

#### Séries d'animation
- 2013-2019 : Steven Universe : Diamant Bleu, Topaze
- 2016-2018 : Chasseurs de trolls : Les Contes d'Arcadia : Shannon
- 2017 : Raiponce, la série : Lady Caine (2 épisodes dont le pilote Raiponce : Moi j'ai un rêve)
- 2018 : Le Prince des dragons : Claudia
- 2018 : Kung Fu Panda : Les Pattes du destin : Fan Tong
- 2019 : Le Trio venu d'ailleurs : Les Contes d'Arcadia : Shannon
- 2019-2020 : Barbapapa en famille : Barbidur
- 2020 : Mages et Sorciers : Les Contes d'Arcadia : Shannon
- 2021 : À découper suivant les pointillés : Sarah 2
- 2021 : Jellystone! : voix additionnelles
- 2022 : Transformers: BotBots (en) : Lady Macaron et Knotzel
- 2023 : Ce monde ne m'aura pas : Sarah
- 2023-2025 : Les Carnets de l'Apothicaire : Loulan / Shisui
- 2024 : Wakfu : Nora (création de voix, saison 4)
- 2024 : Four Knights of the Apocalypse : Thetis (saison 2)

### Jeux vidéo
- 2019 : Anthem : la sentinelle Ryssa Brin
- 2020 : Final Fantasy XIV : Gaia
- 2020 : Assassin's Creed Valhalla : voix additionnelles
- 2020 : Cyberpunk 2077 : Regina Jones
- 2022 : Gotham Knights : ennemis et civils
- 2023 : Wild Hearts : voix additionnelles
- 2023 : Diablo IV : ?
- 2023 : Assassin's Creed Mirage : ?
- 2023 : Avatar: Frontiers of Pandora : ?
- 2024 : Apollo Justice: Ace Attorney Trilogy : ?
- 2024 : Dragon Age: The Veilguard : voix additionnelles
- 2024 : Star Wars Outlaws : ?
- 2024 : Warhammer 40,000: Space Marine 2 : voix additionnelles

## Théâtre
- 2008 :  3 Kids (réécriture de Kids par Fabrice Melquiot pour trois comédiens) – Cnie LynQ, Tu et TNT, Nantes
- 2009 :  L’atelier de Vlad Zografi, mise en scène de F. Grosche et B. Houplain, Montévidéo, Marseille, Cannes
- 2010 :  Tourista de Marius von Mayenburg, mise en scène de Robert Cantarella, Montévidéo, Marseille

	- Apocalypse d’après Saint Jean, mise en espace Nikolaus, Cannes
	- Comment Barbie traverse la crise mondiale de M. Michailov et EmbryoNés, mise en scène d’A. Badea
Phèdre de Racine, mise en scène de Valérie Dreville et Charlotte Clamens, Théâtre de l’Aquarium, Paris
Pièces de Guerre de Edward Bond, mise en espace par Guillaume Levêque, La friche, Marseille
La prière des clowns, d’après Tchekhov, mise en scène de Youri Pogrebtnitchko, Théâtre la Licorne, Cannes, Friche de Marseille
Cabaret Dutronc & Hardy, mise en scène de Véronique Dietschy, Théâtre la Licorne, Cannes
- 2013 : Le conte d'hiver de Shakespeare, mise en scène pour marionnettes, compagnie Arketal
- 2013 : Le Pays de Rien de Nathalie Papin, mise en scène de Betty Heurtebise, Cie la petite fabrique
- 2015 : Le Bourgeon de Feydeau, mise en scène de N. Grauwin, Envotrecompagnie
- 2017 : "Pinocchio, de Collodi, mise en scène de F. Garbe
- 2018 : La Balade du Minotaure, de Dürrenmatt, mise en scène de G. Mika
- 2018 : Retrouvailles, mise en scène Cie du double
- 2019 : Le misanthrope de Molière mise en scène de Claire Guyot
- 2021 : L'enfant Ocean de Frederic Sonntag
- 2022 : Je ne cours pas je Vole d’Élodie Menant, mise en scène Johanna Boyé